# 法美郡
法美郡是過去屬於因幡國的郡。已於1896年3月29日與岩井郡、邑美郡合併為岩美郡。當時的轄區現已全部被併入鳥取市。

## 歷史
根據『和名抄』，法美郡過去下轄大草、罵城、廣西、津井、稻羽、服部等6鄉。
因幡國的國府即設於轄下的稻羽鄉，在中世紀時代的因幡守護･山名氏的守護所也設於此，因此自古以來一直為因幡國的政治中心。

### 年表
- 1889年10月1日：實施町村制，法美郡下轄：國府村、御陵村、法美村、登儀村、上舟村、大茅村、稻葉村、面影村、津之井村。（9村）
- 1896年3月29日：與岩井郡、邑美郡合併為岩美郡。